# Petronas, o Patrício
Petronas, o Patrício (em grego: Πετρωνᾶς; romaniz.: Petronas; m. 11 de novembro de 865) foi um notável general e aristocrata bizantino e tio do imperador Miguel III, o Ébrio (r. 842–867). Filho de Marino e Teoctista e irmão mais novo de Bardas e da imperatriz Teodora, a esposa do imperador Teófilo (r. 829–842), aparece pela primeira vez no final do reinado do último, quando foi nomeado drungário da guarda e patrício e recebeu a missão de decapitar o rebelde ex-curramita Teófobo.
Durante o período regencial de sua irmã, a imperatriz Teodora, a aconselhou a revogar às políticas iconoclastas de seu falecido marido, o imperador Teófilo (r. 829–842). Mais tarde, a medida que seu irmão Bardas elevou-se no poder imperial, Petronas foi nomeado para o posto de estratego do tema Tracesiano e nessa posição infringiu uma pesada derrota aos árabes na Batalha de Lalacão.

## Biografia

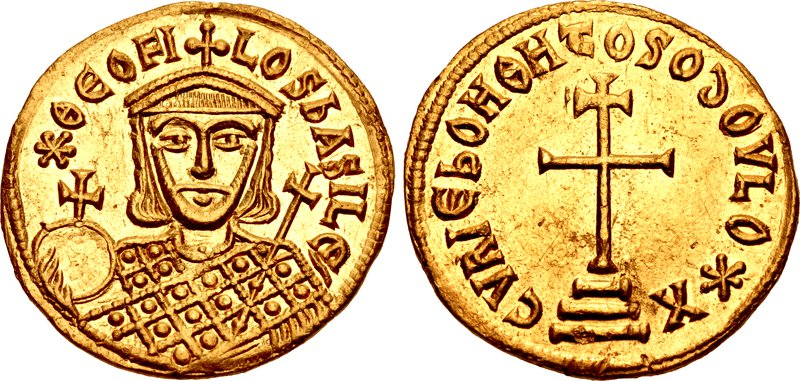
Soldo do imperador Teófilo r.

Petronas era filho do drungário Marino e Teoctista e irmão mais novo de Bardas e da imperatriz Teodora, a esposa do imperador Teófilo (r. 829–842). O nome de outras três irmãs, Calomária, Sofia e Irene são citadas no Teófanes Continuado. Teófilo nomeou-o comandante (drungário da guarda) do tagma (regimento de guarda) de Vigla e elevou-o à categoria de patrício. Em 840 ou 842, segundo outras fontes, Teófilo lhe ordenou decapitar o patrício Teófobo, um ex-curramita convertido ao cristianismo cujas tropas, alguns anos antes, haviam se rebelado e proclamado-o imperador.
Quando o imperador Teófilo morreu em 842, Teodora assumiu o trono como regente de seu filho, Miguel III, o Ébrio, e Petronas teria aconselhado-a a rescindir as políticas iconoclastas de Teófilo. Sob a regência de Teodora e do logóteta Teoctisto, Petronas foi marginalizado junto com seu irmão Bardas. Quando o imperador Miguel III atingiu a maioridade, em 855, começou a ressentir-se do domínio de sua mãe e de Teoctisto, bem como do comportamento arrogante deste último. No final do mesmo ano, apoiado por Bardas e Petronas, Miguel III prendeu e executou Teoctisto e Petronas confinou a imperatriz e suas filhas no mosteiro de Gastria. 
Bardas foi elevado a césar e se tornou o governador de facto do Império Bizantino. Nesta posição, mostrou uma notável energia e habilidade, estando entre as suas decisões mais importantes a postura mais agressiva contra os abássidas no oriente. Consequentemente, Petronas foi nomeado estratego do poderoso tema Tracesiano. Em 856, durante sua primeira campanha contra os paulicianos de Tefrique, ele saqueou o Emirado de Melitene e a principal cidade dos seguidores de Paulo de Samósata, Amida, na Mesopotâmia Superior. Depois de ter penetrado mais fundo no território árabe do que qualquer comandante bizantino desde as conquistas muçulmanas, voltou vitorioso com muitos prisioneiros.

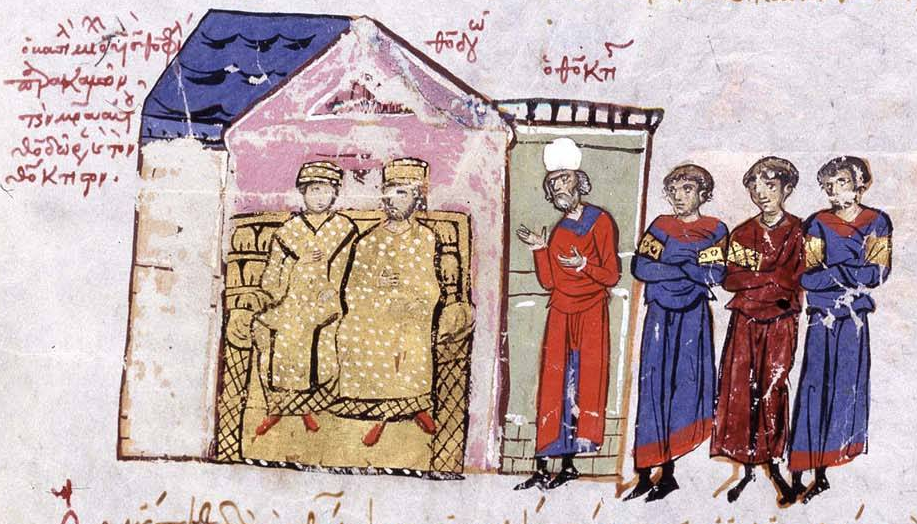
Imperador com Teodora e Teoctisto.Iluminura no Escilitzes de Madri

Em 863, um exército árabe liderado pelo emir de Melitene, Ambros (r. década de 830–863), penetrou profundamente em território bizantino chegando até Amisos na costa do Mar Negro. Petronas foi colocado no comando das tropas bizantinas para enfrentar a invasão e, através de um brilhante esforço de coordenação, três distintas forças bizantinas conseguiram convergir até o exército árabe, cercá-lo, e destruí-lo na Batalha de Lalacão em 3 de setembro de 863; os bizantinos agiram rapidamente para tirar proveito da vitória: um exército invadiu a Armênia, que estava sob controle árabe, e, em outubro-novembro, derrotou e matou o emir Ali ibne Iáia Alarmani.  Petronas levou a cabeça de seu inimigo derrotado para Constantinopla, onde foi homenageado por seu sobrinho com uma entrada triunfal. Logo depois, foi elevado à categoria de magistro e à posição de comandante-em-chefe (doméstico das escolas) do exército.
Com esta vitória, Petronas e Bardas conseguiram proteger as fronteiras orientais, fortalecendo o Império Bizantino e preparando o terreno para as conquistas do século X. Os cronistas bizantinos acrescentam que o general vitorioso não sobreviveu por muito tempo após a Batalha de Lalacão. Uma hagiografia, escrita por um contemporâneo, afirma que Petronas morreu no mesmo dia de Santo Antônio, o Jovem, seu pai espiritual, dois anos e dois meses após vencer os exércitos árabes. Ele foi sepultado no Mosteiro de Gástria, onde seu túmulo está localizado em frente ao de sua irmã Teodora e suas sobrinhas.